# Distributivnost
Distributivnost se v matematiki imenuje
posebno razmerje med dvema dvočlenima operacijama.
Pravimo, da je operacija množenja distributivna nad operacijo seštevanja, če veljata distributivnostna zakona:
1. {\displaystyle (a+b)c=ac+bc}
2. {\displaystyle c(a+b)=ca+cb}.

Kadar je operacija * komutativna sta tadva zakona enakovredna.

## Primera
V množici naravnih števil N za operaciji seštevanja in množenja velja distributivnost.
Distributivnostni zakon v poljubni množici množic povezuje
tudi operaciji preseka in unije. Presek in unija lahko tu
nastopata v obeh vlogah seštevanja in množenja.